# 1688 Wilkens
Wilkens (asteróide 1688) é um asteróide da cintura principal, a 1,9897152 UA. Possui uma excentricidade de 0,2401525 e um período orbital de 1 547,71 dias (4,24 anos).
Wilkens tem uma velocidade orbital média de 18,40604662 km/s e uma inclinação de 11,78347º.
Esse asteróide foi descoberto em 3 de Março de 1951 por Miguel Itzigsohn.